# Jadwiga Budzisz-Buynowska
Jadwiga Budzisz-Buynowska z d. Hladisch (ur. 30 kwietnia 1899 we Lwowie, zm. 14 marca 1990 w Kwidzynie) – polska malarka.

## Życiorys
W 1914 ukończyła Prywatne Gimnazjum Zofii Strzałkowskiej we Lwowie, a w 1915 roku Akademię Handlową w Krakowie. Od 1915 studiowała filozofię i psychologię na Uniwersytecie im. Jana Kazimierza we Lwowie. W 1920 poślubiła malarza Izydora Budzisz-Buynowskiego (ur. 1894, zm. 3 kwietnia 1940, artystę malarza, pedagoga, żołnierza Legionów Polskich) i wraz z nim wyjechała do Krasnegostawu a następnie do Gostynina, gdzie oboje uczyli w gimnazjum. W późniejszym czasie przeprowadzili się do Włocławka i tam kontynuowali pracę pedagogiczną. Odkrywcą talentu żony był Izydor, ale malarka pochłonięta pracą pedagogiczną nie poświęciła uwagi na rozwijanie swoich zdolności. W 1939 Izydor Budzisz-Buynowski został aresztowany i wywieziony na roboty do Rzeszy, powrócił na początku 1940 z zaawansowaną gruźlicą i w tym samym roku zmarł. Owdowiałą Jadwigę Budzisz-Buynowską aresztowano i skierowano na roboty przymusowe w Niemczech, skąd wróciła wiosną 1945. Nie mogąc znaleźć zatrudnienia przeniosła się w 1946 roku do Tucholi, gdzie uczyła fizyki w liceum, a wkrótce po tym do Gostynina. Posądzona o szpiegostwo została dwukrotnie aresztowana (w 1946 oraz 1949 roku) i osadzona w Chojnicach. Po zwolnieniu nie mogła znaleźć zatrudnienia i przez jakiś czas mieszkała w Złotowie podejmując się prac dorywczych. W 1952 Jadwiga Budzisz-Buynowska zaczęła chorować psychicznie, otrzymała stałe świadczenie rentowe i osiadła w Kwidzynie, gdzie zajęła się malarstwem. Pomimo że jej stan materialny był niski i malarka żyła w postępującym ubóstwie, to tworzyła, a malarstwo było formą ucieczki od rzeczywistości. 
Budzisz-Buynowska tworzyła przy użyciu wszelkich dostępnych środków, malowała na papierze, kartonie, gazetach, płytach pilśniowych, skrawkach tektury, czy papierze opakowaniowym. Często rezygnowała z zakupu niezbędnych środków do życia, aby móc kupić farby i pędzle. W 1970 roku malarką zainteresowali się przebywający w Kwidzynie studenci Wydziału Historii Sztuki Uniwersytetu Warszawskiego i postanowili zaprezentować jej twórczość szerszemu gronu odbiorców. Na temat jej twórczości były organizowane sesje naukowe w Warszawie i na Śląsku, w latach 1970–1972 miały miejsce wystawy twórczości artystki, a w prasie ukazywały się felietony o Jadwidze Budzisz-Buynowskiej m.in. „Sama przeciwko miastu”, „Kwidzyńska ława przysięgłych – Niebezpieczny człowiek”, „Pani Sporna”, „Malarka smutnych oczu”. 
Postępująca parafrenia spowodowała, że malarka przebywała kilka razy w domach opieki społecznej. Ostatni jej pobyt miał miejsce w domu opieki w Kwidzynie gdzie zmarła 14 marca 1990. Wiele prac artystka rozdała, część zaginęła, ale mimo to pokaźna ilość znajduje się w zbiorach prywatnych i muzealnych.
W 2000 roku, Muzeum Zamkowe w Malborku zorganizowało wystawę poświęconą jej pracom oraz wydało katalog jej dzieł wraz z jej biografią. W kwidzyńskich gimnazjach jest tematem zajęć lekcyjnych.